# Giambattista Vico
Giambattista Vico (tên khai sinh là Giovan Battista Vico, /ˈviːkoʊ/; tiếng Ý: [ˈviko], 23 tháng 6 năm 1668 - 23 tháng 1 năm 1744) là triết gia chính trị, tu từ gia, sử gia và luật gia thuộc thời kỳ Khai sáng. Ông đã chỉ trích sự mở rộng và phát triển của chủ nghĩa duy lý hiện đại và là một người biện giải cho Cổ đại Hy-La và là người báo trước tư tưởng phức tạp và có hệ thống, trong sự đối lập với phương pháp Descartes và những dạng khác của chủ nghĩa rút gọn và là người mô tả đầu tiên những nền tảng của môn khoa học xã hội và ký hiệu học.
Câu cách ngôn bằng tiếng Latin Verum esse ipsum factum (cái gì đúng là chính xác cái được tạo ra) được đề xuất bởi Vico là một ví dụ khởi đầu của chủ nghĩa kiến tạo. Ông mở đầu lĩnh vực hiện đại của triết học của lịch sử, và mặc cho cụm từ triết học của lịch sử không xuất hiện trong các bài viết của ông, Vico đã nói là "lịch sử của triết học được thuật lại một cách triết học". Mặc dù không phải là một người theo chủ nghĩa lịch sử, mối quan tâm đương thời của Vico thường được thúc đẩy bởi các nhà chủ nghĩa lịch sử, ví dụ như Isaiah Berlin, một triết gia và là người nghiên cứu lịch sử các tư tưởng, Edward Said, một nhà phê bình văn học, và Hayden White, một nhà siêu lịch sử.
Sinh thời, Vico hầu như không được người ta biết đến. Tuy nhiên, từ thế kỷ 19 trở đi, tư tưởng của ông đã được phổ biến rộng rãi trong các ngành khoa học xã hội và nhân văn.
Tác phẩm kinh điển của Vico là cuốn Scienza Nuova (1725, Khoa học mới), tác phẩm thể hiện sự cố gắng xây dựng một tổ chức có hệ thống cho lĩnh vực nhân văn học như là một môn khoa học riêng biệt, môn ghi chú và giải thích những chu kỳ lịch sử bởi những xã hội lớn mạnh và sụp đổ.

## Tiểu sử
Sinh ra trong gia đình có cha là người bán sách tại Napoli, Ý, Giovan Battista Vico đã tham gia một số trường, nhưng sức khỏe kém và sự không hài lòng với triết học kinh viện của các tu sĩ dòng Tên đã dẫn đến việc ông tự học ở nhà với các gia sư. Bằng chứng từ tác phẩm tự truyện của ông đã cho thấy rằng ông gần như tự học với ảnh hưởng từ bên nội, trong khoảng thời gian 3 năm vắng mặt tại trường học, đó là hệ quả của một cú ngã tình cờ khi Vico được 7 tuổi. Việc học chính thức của Vico là ở Đại học Napoli, nơi ông tốt nghiệp vào năm 1694 như một tiến sĩ về giáo luật và luật dân sự.
Vào năm 1686, sau khi thoát khỏi một trận sốt phát ban, ông nhận một công việc gia sư ở Vatolla, phía nam Salerno, nơi ông đã gắn liền trong vòng 9 năm, cho đến năm 1695. Bốn năm sau, 1699, Vico kết hôn với Teresa Caterina Destito, một người bạn từ thuở thơ ấu, và chấp nhận một chức vụ về tu từ học ở Đại học Napoli và ông ở chức vụ đó cho đến khi ông nghỉ hưu vào năm 1741. Xuyên suốt sự nghiệp hàn lâm của mình, ông mong muốn, nhưng không đạt được, chức vụ được tôn trọng nhất về luật học. Tuy nhiên, vào năm 1734, ông được danh hiệu Nhà sử học Hoàng gia bởi Carlos III của Tây Ban Nha, vủa của Napoli, với một mức lương cao hơn những gì ông kiếm được ở chức vụ giáo sư đại học.

## Tu từ học và chủ nghĩa nhân đạo của Vico
Cái nhìn của Vico về tu từ học là sản phẩm của những mối quan tâm đầy tính nhân đạo và mang tính giáo dục của ông. Trong một bài phát biểu mở đầu vào năm 1708 có tên De Nostri Temporis Studiorum Ratione (Về trật tự của những kỷ luật học thuật trong thời đại của chúng ta), Vico nói rằng dù là ai "có đang dự định một công việc trong cuộc sống công cộng, dù là ở tòa án, nghị viện hay bục giảng" cũng nên được dạy để "nâng tầm nghệ thuật của những chủ đề và để bảo vệ tất cả các bên của một cuộc tranh luận, trên nền tảng tự nhiên, con người hay chính trị, theo phong cách tự do hơn và sáng sủa hơn về sự thể hiện, vì thế anh ta có thể học để hòa giải những tranh luận như thế này ở mức có thể nhất và đạt được mức độ cao nhất của sự minh bạch". Tuy nhiên, trong cuốn Khoa học mới, ông còn tố cáo việc bảo vệ các bên trong các cuộc tranh luận là một sự hùng biện lầm lỗi.
Với vai trò là Giáo sư Hoàng gia về Hùng biện bằng tiếng Latin, Vico đã chuẩn bị cho những người học ở cấp độ cao hơn trong các lĩnh vực về luật và luật học. Vì thế, những bài học của ông là vè những khía cạnh chính thức của luật giáo hội của tu từ học, bao gồm cả sự sắp xếp và truyền tải của một cuộc tranh luận. Nhưng ông lại chọn sự liên tưởng về tu từ học của Aristotle với logic và biện chứng, do đó đặt kết thúc (biện chứng) vào trung tâm của nó. Sự phản đối của ông đối với tu từ học hiện đại là bởi nó đã bị ngăn cách với lẽ thường (sensus communis), thứ được mô tả là "lẽ mang tầm thế giới" phổ biến với tất cả mọi người.
Trong các bài giảng và xuyên suốt các tác phẩm của mình, phép tu từ học của Vico bắt đầu bằng một cuộc tranh luận trung tâm (medius terminus), thứ được làm rõ bởi việc đi theo trật tự của các sự vật theo chiều phát triển trong trải nghiệm của chúng ta. Khả năng và hoàn cảnh duy trì tính quan trọng theo tỷ lệ của nó, và sự khám phá - dựa vào các chủ đề (loci) - thay thế các tiên đề xuất phát từ suy nghĩ mang tính trừu tượng và phản chiếu. Trong truyền thống của phép tu từ học La Mã kinh điển, Vico đã đưa ra để dạy các nhà hùng biện (hay các nhà tu từ học) như là những người điều khiển của oratio, một dạng bài phát biểu với ratio (lý do) nằm ở trung tâm. Điều đáng chú ý đối với nghệ thuật hùng biện là mối liên kết có trật tự giữa lẽ thường và cái kết tương xứng với bài hùng biện, một cái kết không bị ép buộc dựa vào tưởng tượng từ bề trên (theo cách của Thiên Chúa giáo hiện đại và giáo điều), mà được tạo nên bởi chính lẽ thường. Trong truyền thống của Socrates và Cicero, nhà hùng biện đích thực của Vico là một nữ hộ sinh cho sự ra đời của "cái đúng" (như một ý tưởng) xuất phát từ "cái xác định" là sự thiếu hiểu biết trong tư tưởng của học sinh.
Khám phá lại về "sự khôn ngoan cổ đại nhất" của các lý lẽ mà sự khôn ngoan ở đây là humana stultitia (sự ngu ngốc của nhân loại), sự nhấn mạnh của Vico về sự quan trọng của đời sống dân sự và nghĩa vụ chuyên môn là trong truyền thống nhân đạo. Ông sẽ kêu gọi một nền nghệ thuật tranh biện theo phương pháp Socrates (mang tính luật) chống lại mầm mống của đặc quyền hiện đại của mô hình giáo điều của lý lẽ, cái mà ông gọi là "phương pháp hình học của René Descartes và các nhà logic ở tu viện Port-Royal-des-Champs.